# Johann Gottlieb Brahde
Johann Gottlieb Brahde (auch Brada; † nach 1839) war ein Orgel- und Instrumentenbauer in Pförten in der Niederlausitz.

## Leben und Wirken
Brahde war wahrscheinlich sorbischer Herkunft. Der Pfarrer Johann Carl Brahde (* 1796) aus Strega bei Guben war möglicherweise ein Verwandter.
Johann Gottlieb Brahde war Tischlermeister und Instrumentenbauer in Pförten, heute Brody. Von ihm sind bisher ein Orgelneubau, zwei Reparaturen und ein Gutachten bekannt.
| Jahr      | Ort                     | Gebäude             | Bild | Manuale | Register | Bemerkungen |
| --------- | ----------------------- | ------------------- | ---- | ------- | -------- | --- |
| 1838–1839 | Neuzelle                | Klosterkirche       |      |         |          | Reparaturen |
| 1839      | Neuzelle                | Heilig-Kreuz-Kirche |      |         |          | Reparaturen |
| 1838      | Möbiskruge bei Neuzelle | Dorfkirche          |      | I/P     | 10       | Reparaturangebot und Gutachten |
| 1840      | Sacro bei Forst         | Dorfkirche          |      | I/P     | 9        | einziger bekannter Orgelneubau, Gehäuse erhalten; In den Sacroer Kirchenakten ist zudem Brahdes Kostenanschlag vom 7. Februar 1838 erhalten, der weitere Details nennt. |